# George Herbert (égyptologue)
Pour les articles homonymes, voir George Herbert, Herbert et Carnarvon.
George Edward Stanhope Molyneux Herbert, 5e comte de Carnarvon, plus connu en tant que Lord Carnarvon (26 juin 1866, château de Highclere, Newbury – 5 avril 1923, Le Caire), est un égyptologue britannique.

## Biographie

### Étude et début
Il suit ses études au Collège d'Eton et au Trinity College. Vicomte de Porchester, il voyage beaucoup, comme tout jeune noble, sportif accompli : en Afrique du Sud, en Australie et au Japon, passant d'un continent à l'autre.
Il devient à 23 ans, à la suite du décès de son père, le 5e comte Carnarvon et se trouve à la tête d'une fortune colossale et du château avec 145 km2 (36 000 acres). Il se marie en 1895 avec la très riche Almina Wombwell, fille naturelle du banquier Alfred de Rothschild. Il est grièvement blessé à l'âge de 34 ans dans un accident de voiture. Il en souffrira toute sa vie. Ses nombreuses lectures durant sa longue convalescence et notamment celle du livre de Gaston Maspero le décident à partir pour l'Égypte pour acheter une concession et pouvoir faire des fouilles.

### Famille
Lord Carnarvon se marie avec Almina Victoria Maria Alexandra Wombwell le 26 juin 1895 à l'église St Margaret de Westminster. De leur union naissent deux enfants :
- Henry Herbert (6e comte de Carnarvon) (1898-1987), qui se marie avec Anne Catherine Tredick Wendell (morte en 1977).
- Evelyn Leonora Almina Herbert, née le 15 août 1901 et morte en 1980. Tout comme son père, Evelyn est passionnée par l'Égypte antique et l'accompagnait souvent pendant ses séjours là-bas. Elle est également amie avec Howard Carter. Elle se marie avec Brograve Beauchamp.

### Généalogie

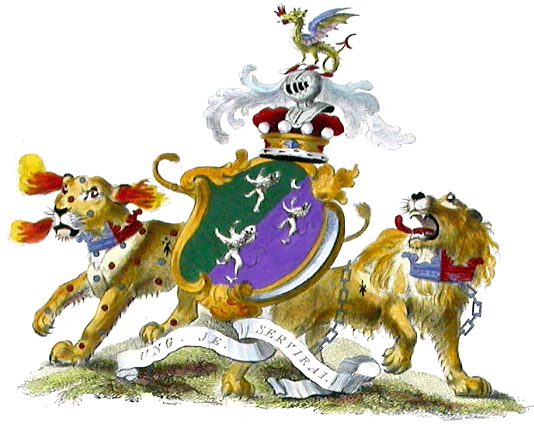
Armes des Carnarvon.

- 1793-1811 : Henry Herbert, 1er comte de Carnarvon (1741-1811) ;
- 1811-1833 : Henry Herbert, 2e comte de Carnarvon (1772-1833) ;
- 1833-1849 : Henry Herbert, 3e comte de Carnarvon (1800-1849) ;
- 1849-1890 : Henry Herbert, 4e comte de Carnarvon (1831-1890) ;
- 1890-1923 : George Herbert, 5e comte de Carnarvon (1866-1923) ;
- 1923-1987 : Henry Herbert, 6e comte de Carnarvon (1898-1987) ;
- 1987-2001 : Henry Herbert, 7e comte de Carnarvon (1924-2001) ;
- depuis 2001 : George Herbert, 8e comte de Carnarvon (né en 1956).

## Égyptologie
Après le grave accident qui faillit lui coûter la vie, Lord Carnarvon suit une longue rééducation et se consacre à la photographie. Puis il se découvre une vocation d'archéologue en prenant connaissance des travaux de Schliemann sur la ville de Troie. La lecture d'un ouvrage de Gaston Maspero éveille en lui la vocation d'égyptologue. Son médecin lui ayant expliqué que le climat chaud et sec de l'Égypte pourrait lui être favorable, il s'installe au Caire à l'hôtel Bristol en 1903. Il s'intéresse à l'achat d'une concession pour se livrer à des fouilles sur l'Égypte pharaonique. Il sollicite cette concession auprès de Gaston Maspero en fin d'année 1904. En 1906, il obtient le permis de fouilles sur la colline de Cheikh Abd el-Gournah. Gaston Maspero lui recommande alors Howard Carter.

### Lord Carnarvon et Howard Carter

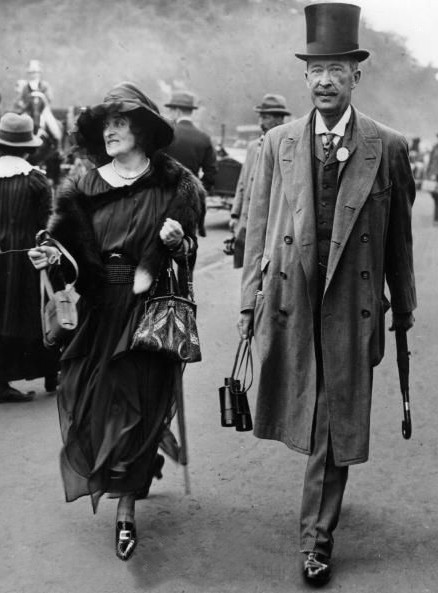
Lady et Lord Carnarvon à Epsom.

Gaston Maspero, alors directeur du Service des antiquités, introduit Howard Carter auprès de Lord Carnarvon.
La rencontre des deux hommes a lieu au Louxor Hôtel. Dès leur première rencontre le pharaon Toutânkhamon est au centre de leurs discussions animées et d'abord conflictuelles. Carter avait une certaine prévention contre la noblesse anglaise. Il accepte de relever le défi.

### Lord Carnarvon et la tombe de Toutânkhamon
À partir de l'automne 1907, commence une campagne de fouilles peu productives. Lord Carnarvon obtient un permis de fouilles pour la vallée des Rois en juin 1914. Commence alors une longue campagne de fouilles ponctuée de ci, de là, par des découvertes intéressantes. L'aiguillon d'un concurrent, Theodore Monroe Davis pousse l'émulation. Davis finit par abandonner, persuadé que la tombe de Toutânkhamon est introuvable.
Howard Carter s'acharne. Il va s'intéresser en 1918 au secteur des tombes ramessides et notamment à une zone occupée par des huttes d'ouvriers situées à douze pieds en dessous de l'entrée de la tombe de Ramsès IV. La guerre qui fait rage en Europe contrarie le déroulement des fouilles ainsi que l'agitation indépendantiste en Égypte (Saad Zaghloul du parti Wafd).
Le 4 novembre 1922, Carter découvre l'entrée d'une sépulture qui était cachée par les déblais. C'est l'entrée de ce qui sera reconnu quelques jours plus tard comme la tombe inviolée du pharaon Toutânkhamon. Lord Carnarvon assiste à la découverte de cette tombe malgré sa santé chancelante, mais n'a pas la chance d'assister à la fouille finale. Une piqûre de moustique tailladée par un rasoir, au Caire, compliquée en septicémie, dégénère en pneumonie , et cause sa mort le 5 avril 1923 à 1 h 45. Il est inhumé sur Beacon Hill, dans le parc du château de Highclere.
Une longue opération de déblaiement des accès commence avec l'évacuation lente mais scrupuleusement menée des nombreux objets découvert dans une pièce qui se révèlera être l'antichambre du tombeau et contient mobilier, masques, chars, caisses et objets divers. Une dernière chambre se révèle être celle d'un sarcophage inviolé. Les fouilles sont poursuivies avec l'aide financière et le soutien actif de l'épouse (Lady Almina) et de la fille (Evelyn) de feu Lord Carnarvon.
Le refus obstiné de Howard Carter d'admettre la visite de la tombe à différents notables égyptiens et aux journalistes avant la fin du déblaiement ainsi que les menées des indépendantistes provoquent le retard des opérations et l'expulsion de Carter.  La fouille se termine, enfin, par l'ouverture du sarcophage et des trois cercueils abritant la momie. Le masque mortuaire de Toutânkhamon est également découvert.

### La «malédiction du pharaon»
Lord Carnarvon aurait été la première victime de la malédiction du pharaon. Au moment de sa mort le 5 avril 1923 dans l'une des suites de l'Hôtel Grand Continental du Caire, la rumeur affirme que son chien, Susie, poussa un hurlement avant de mourir lui aussi, et toutes les lumières du château de Highclere ainsi que celles de la ville du Caire en Égypte s'éteignirent, et qu'on ne trouva aucune explication à ces pannes. Il souffrait avant cela d'un érysipèle puis d'une pneumonie.
Vingt-six autres personnes ayant un lien avec la découverte de la tombe de Toutânkhamon seraient mortes, beaucoup d'entre elles de causes naturelles et à un âge avancé, même si la rumeur laisse penser que ce serait causé par l'air de la tombe restée fermée pendant 3 000 ans. Toutefois, Howard Carter, le premier à y entrer, n'est mort qu'en 1939 de cause naturelle, ainsi que des centaines d'ouvriers, de curieux, et parmi eux des souverains étrangers, qui visitèrent la tombe.

## Publications
- avec Howard Carter, Five Years' Explorations at Thebes : A Record of Work Done 1907-1911, éd. Paul Kegan, 2004 (ISBN 0-7103-0835-3, lire en ligne).

### Culture populaire
- Evelyn Carnahan dans La Momie est un hommage à la fille de Lord Carnarvon, Lady Evelyn.
- Le château de Highclere, sert de décor dans la série Downton Abbey, l'extérieur et une partie de l'intérieur ;

Les scènes des sous-sols les sont dans les studios à Londres, ceux de Highclere étant habités.
- Fiona Carnarvon, Lady Almina and the Real Downton Abbey The Lost Legacy of Highclere Castle, 2011.
- Harry Andrews, La Malédiction du Pharaon : Toutânkhamon, 1980, Columbia Pictures Television.
- Julian Curry, Mystries of Egypt, 1998, documentaire IMAX.
- Julian Wadham, docudrama Egypte, 2005, BBC.